# Edmund Schallenberg
Johann Edmund Schallenberg (* 11. Oktober 1913 in New York City; † 28. März 1999 in Blacksburg, Virginia) war ein US-amerikanischer Handballspieler deutscher Abstammung.

## Leben und Karriere
Schallenberg gehörte auf Vereinsebene dem German Sport Club aus Brooklyn an. Mit der US-amerikanischen Nationalmannschaft nahm er am olympischen Feldhandballturnier 1936 teil und wurde in allen drei Spielen gegen Ungarn (2:7), Deutschland (1:29) und Rumänien (3:10) eingesetzt.